# Sean Penn
Sean Justin Penn, född 17 augusti 1960 i Santa Monica, Kalifornien, är en amerikansk skådespelare och filmregissör känd för att spela intensiva och komplexa karaktärer.
Penn tilldelades Oscar för bästa manliga huvudroll i filmerna Mystic River och Milk. Penn har också varit nominerad för tre andra Oscar, I Am Sam, Dur och moll och Dead Man Walking. Han är också känd för sin politiska aktivism.

## Biografi

### Uppväxt
Penn föddes i Santa Monica, Kalifornien, och är son till Leo Penn, skådespelare och regissör, och Elieen Ryan (född Annucci) (1927–2022), skådespelerska. Penn växte upp med två bröder, kompositören Michael Penn och skådespelaren Chris Penn (död 2006). Hans farföräldrar var judiska invandrare från Litauen och Ryssland. Penns mor är romersk-katolsk av italienskt och irländskt ursprung.

### Filmkarriär

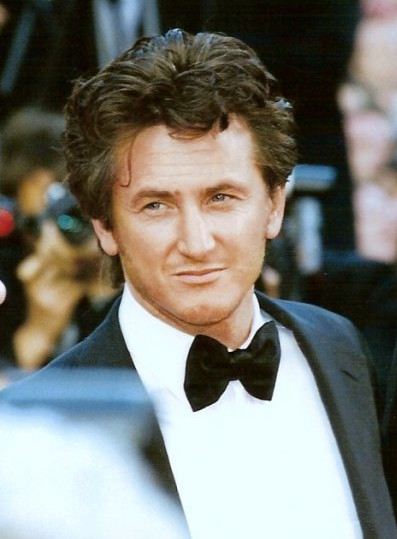

1974 medverkade Penn i ett avsnitt av Lilla huset på prärien. Penn inledde sin karriär med filmen Tapto från 1981 och komedin Häftigt drag i plugget som Jeff Spicoli och har sedan dess medverkat i över 40 filmer. 1985 gav Penn en minnesvärd föreställning som Andrew Daulton Lee i Falken och snömannen. Lee var en före detta knarklangare genom affärer, fälld för spioneri för Sovjetunionen och var från början dömd till livstid i fängelse. Lee frigavs 1998.
Penn har nominerats till en Oscar för bästa manliga huvudroll fem gånger. Första gången för rollen som den rasistiska mördaren som döms till dödsstraff i Tim Robbins dramafilm Dead Man Walking från 1995. Penn noterades för sitt komiska uppträdande som en jazzgitarrist i Woody Allens Dur och moll från 1999. Den tredje nomineringen kom 2001 efter att ha skildrat en mentalt handikappad far i I Am Sam. År 2003 vann Penn till slut för sin roll i Clint Eastwoods kriminaldrama Mystic River. År 2004 spelade han en förvirrad man på gränsen till mördare i Attentatet mot Richard Nixon. Han mottog sin femte nominering och sin andra vinst för rollen som Harvey Milk i filmen Milk från 2008.

### Regissör
1991 gjorde Penn sin regidebut med The Indian Runner, en film baserad på Bruce Springsteens sång "Highway Patrolman" från albumet Nebraska. Han regisserade även musikvideor, som Shania Twains "Dance with the One That Brought You" 1993 och Peter Gabriels "The Barry Williams Show" 2002. Sedan dess har han regisserat tre filmer: Hämnden från 1995, Löftet från 2001 och den kritikerrosande Into The Wild från 2007.

### TV-serieroller
Penn har gjort flera inhopp i populära TV-serier men har, med undantag från fyra TV-serier, då spelat rollen som sig själv. 2001 var ett av undantagen, då han i Vänner spelade karaktären Eric i två avsnitt. 2004 spelade han sig själv i ett avsnitt av 2 1/2 män tillsammans med bland annat Elvis Costello och i ett avsnitt av Viva La Bam tillsammans med sin son Hopper.

## Privatliv

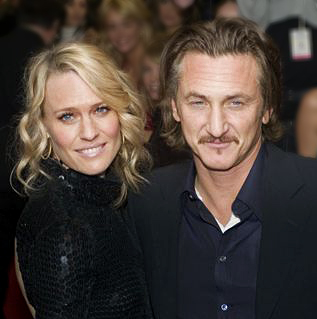
Sean Penn och dåvarande hustrun Robin Wright år 2006.

Penn gifte sig med Madonna 1985. Deras äktenskap uppmärksammades på grund av Penns våldsamma attacker mot pressen, inklusive ett tillfälle där Penn arresterades för att ha slagit en fotograf. Madonna tillägnade sitt tredje album, True Blue till Penn med orden "Den coolaste killen i universum". Senare under deras äktenskap anklagades Penn för misshandel. De skilde sig 1989 och Penn svarar aldrig på frågor om sitt äktenskap med Madonna i intervjuer. Han inledde snart ett förhållande med Robin Wright, och deras första barn, Dylan Frances, föddes 1991. Deras andra barn, sonen Hopper Jack, föddes 1993 och är döpt efter Penns vänner Dennis Hopper och Jack Nicholson. 1996 gifte sig Sean och Robin. I april 2009 ansökte paret om skilsmässa i domstol. Skilsmässan fullbordades 2010.
År 1987 dömdes Penn till en månads fängelse för att ha misshandlat en statist under en filminspelning.

### Aktivism
Penn har även flera gånger gjort politiska uttalanden och aktioner. 2002 publicerade han ett offentligt brev i Washington Post till president George W. Bush, där Penn varnar Bush för att starta ett krig mot Irak. Penn betalade 56 000 dollar för publiceringen.
Efter orkanen Katrina begav sig Penn till New Orleans för att med hjälp av en roddbåt hjälpa nödsatta människor.

## Filmografi

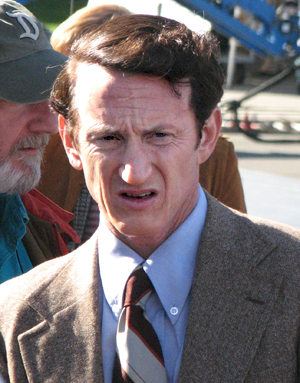
Sean Penn under inspelningen av filmen Milk år 2008.

| År   | Titel                                                | Roll                      | Noter |
| ---- | ---------------------------------------------------- | ------------------------- | --- |
| 1974 | Lilla huset på prärien                               | Kid                       | avsnittet "The Voice of Tinker Jones" |
| 1981 | Tapto                                                | Cadet Cpt. Alex Dwyer     | |
| 1982 | Häftigt drag i plugget                               | Jeff Spicoli              | |
| 1983 | Summerspell                                          | Buddy                     | |
| 1983 | Bad Boys                                             | Michael O'Brien           | |
| 1984 | Lagom är bäst                                        | Dillard                   | |
| 1984 | Racing with the Moon                                 | Henry "Hopper" Nash       | |
| 1985 | Falken och snömannen                                 | Daulton Lee               | |
| 1986 | Öga mot öga                                          | Brad Whitewood Jr.        | |
| 1986 | Shanghai Surprise                                    | Glendon Wasey             | Nominerad – Golden Raspberry Award for Worst Actor |
| 1987 | Dear America: Letters Home from Vietnam              | Berättaren                | |
| 1988 | Cool Blue                                            | Phil the Plumber          | Okrediterad |
| 1988 | Colors                                               | Officer Danny McGavin     | |
| 1988 | Domen i Berlin                                       | Guenther X                | |
| 1989 | Uppgörelsen                                          | Sgt. Tony Meserve         | |
| 1989 | Änglar på rymmen                                     | Jim                       | |
| 1990 | State of Grace                                       | Terry Noonan              | |
| 1991 | Schneeweißrosenrot                                   | Sig själv                 | Dokumentär |
| 1991 | The Indian Runner                                    | -                         | Manusförfattare och regissör Nominerad – Locarno International Film Festival Golden Leopard |
| 1992 | Cruise Control                                       | Jeffrey                   | Short film |
| 1993 | The Last Party                                       | Sig själv                 | Dokumentär |
| 1993 | Carlito's Way                                        | David Kleinfeld           | Nominerad – Chicago Film Critics Association Award for Best Supporting Actor Nominerad – Golden Globe Award for Best Supporting Actor – Motion Picture |
| 1995 | Hämnden                                              | -                         | Manusförfattare och regissör Nominerad – Golden Lion |
| 1995 | Dead Man Walking                                     | Matthew Poncelet          | Independent Spirit Award for Best Male Lead National Society of Film Critics Award for Best Actor (2nd place) Silver Bear for Best Actor Sant Jordi Award for Best Foreign Actor Nominerad – Oscar för bästa manliga huvudroll Nominerad – Chicago Film Critics Association Award for Best Actor Nominerad – Golden Globe Award för bästa manliga huvudroll - drama Nominerad – Screen Actors Guild Award for Outstanding Performance by a Male Actor in a Leading Role |
| 1997 | Loved                                                | Michael                   | |
| 1997 | She's So Lovely                                      | Eddie Quinn               | Cannes Film Festival Award for Best Actor |
| 1997 | U Turn                                               | Bobby Cooper              | |
| 1997 | The Game                                             | Conrad Van Orton          | |
| 1997 | Simbassänger & kärlek                                | Strange Hitchhiker        | |
| 1998 | Hurlyburly                                           | Eddie                     | Volpi Cup Nominerad – Independent Spirit Award for Best Male Lead |
| 1998 | Den tunna röda linjen                                | 1st Sgt. Welsh            | |
| 1999 | I huvudet på John Malkovich                          | Sig själv                 | Okrediterad |
| 1999 | Dur och moll                                         | Emmet Ray                 | Nominerad – Oscar för bästa manliga huvudroll Nominerad – Golden Globe Award för bästa manliga huvudroll - musikal eller komedi Nominerad – Satellite Award for Best Actor - Motion Picture Musical or Comedy |
| 2000 | A Constant Forge                                     | Sig själv                 | Dokumentär |
| 2000 | Up at the Villa                                      | Rowley Flint              | |
| 2000 | Before Night Falls                                   | Cuco Sánchez              | |
| 2000 | Vikten av vatten                                     | Thomas Janes              | |
| 2001 | Dogtown and Z-Boys                                   | Berättaren                | Dokumentär |
| 2001 | The Beaver Trilogy                                   | Groovin' Larry            | Segment: "Beaver Kid 2" |
| 2001 | Scene Smoking: Cigarettes, Cinema & the Myth of Cool | Sig själv                 | Dokumentär |
| 2001 | Löftet                                               | -                         | Manusförfattare och regissör Nominerad – Golden Bear Nominerad – Bodil Award for Best Non-European Film Nominerad – Guldpalmen |
| 2001 | See How They Run                                     | Sig själv                 | Dokumentär |
| 2001 | I Am Sam                                             | Samuel John "Sam" Dawson  | Nominerad – Oscar för bästa manliga huvudroll Nominerad – Broadcast Film Critics Association Award for Best Actor Nominerad – Satellite Award for Best Actor - Motion Picture Drama Nominerad – Screen Actors Guild Award for Outstanding Performance by a Male Actor in a Leading Role |
| 2002 | 11'9"01 September 11                                 |                           | Regissör Segment: "U.S.A." UNESCO Award Nominerad – César Award for Best Film from the European Union |
| 2003 | It's All About Love                                  | Marciello                 | |
| 2003 | Mystic River                                         | James "Jimmy" Markum      | Oscar för bästa manliga huvudroll Boston Society of Film Critics Award for Best Cast Boston Society of Film Critics Award for Best Actor (Andra plats) Broadcast Film Critics Association Award for Best Actor Central Ohio Film Critics Association Award for Best Actor Dallas-Fort Worth Film Critics Association Award for Best Actor Golden Globe Award för bästa manliga huvudroll - drama Florida Film Critics Circle Award for Best Actor Kansas City Film Critics Circle Award for Best Actor Las Vegas Film Critics Society Award for Best Actor London Film Critics Circle Award for Best Actor Los Angeles Film Critics Award for Best Actor (Andra plats) National Board of Review Award for Best Actor New York Film Critics Circle Award for Best Actor (Andra plats) Satellite Award for Best Actor - Motion Picture Drama Southeastern Film Critics Association Award for Best Actor (Andra plats) Vancouver Film Critics Circle Award for Best Actor Nominerad – BAFTA Award for Best Actor in a Leading Role Nominerad – Chicago Film Critics Association Award for Best Actor Nominerad – Irish Film & Television Award for Best International Actor Nominerad – Online Film Critics Society Award for Best Actor Nominerad – Screen Actors Guild Award for Outstanding Performance by a Male Actor in a Leading Role Nominerad – Screen Actors Guild Award for Outstanding Performance by a Cast in a Motion Picture Nominerad – Washington D.C. Area Film Critics Association Award for Best Actor |
| 2003 | 21 gram                                              | Paul Rivers               | Florida Film Critics Circle Award for Best Actor Las Vegas Film Critics Society Award for Best Actor Los Angeles Film Critics Award for Best Actor (Andra plats) National Board of Review Award for Best Actor Phoenix Film Critics Society Award for Best Cast Satellite Award for Best Actor - Motion Picture Drama Volpi Cup Nominerad – BAFTA Award for Best Actor in a Leading Role Nominerad – Phoenix Film Critics Society Award for Best Actor |
| 2004 | Attentatet mot Richard Nixon                         | Samuel J. Bicke           | Nominerad – Satellite Award for Best Actor - Motion Picture Drama |
| 2005 | Tolken                                               | Tobin Keller              | |
| 2006 | Alla kungens män                                     | Willie Stark              | |
| 2007 | Into the Wild                                        | -                         | Manusförfattare och regissör Palm Springs International Film Festival Award for Best Director Rome Film Fest Premiere Prize São Paulo International Film Festival Best Foreign Language Film Nominerad – Broadcast Film Critics Association Award for Best Director Nominerad – BFCA Critics' Choice Award for Best Writer Nominerad – Chicago Film Critics Association Award for Best Adapted Screenplay Nominerad – Directors Guild of America Award for Best Director – Motion Picture Nominerad – Film Critics Circle of Australia Award for Best Foreign Film – English Language Nominerad – Writers Guild of America Award for Best Adapted Screenplay |
| 2007 | Persepolis                                           | Marjane's Father          | Röstroll Engelsk dubbning |
| 2007 | Konsten att sälja ett krig                           | Berättaren                | Dokumentär |
| 2008 | Tropic Thunder                                       | Sig själv                 | Cameoroll |
| 2008 | Milk                                                 | Harvey Milk               | Oscar för bästa manliga huvudroll Austin Film Critics Association Award for Best Actor Boston Society of Film Critics Award for Best Actor (delad med Mickey Rourke för The Wrestler) Broadcast Film Critics Association Award for Best Actor Broadcast Film Critics Association Award for Best Cast Central Ohio Film Critics Association Award for Best Actor (Andra plats) Dallas-Fort Worth Film Critics Association Award for Best Actor Los Angeles Film Critics Award for Best Actor National Society of Film Critics Award for Best Actor New York Film Critics Circle Award for Best Actor Palm Springs International Film Festival Award for Best Actor Phoenix Film Critics Society Award for Best Actor San Francisco Film Critics Circle Award for Best Actor Screen Actors Guild Award for Outstanding Performance by a Male Actor in a Leading Role Southeastern Film Critics Award for Best Actor Vancouver Film Critics Circle Award for Best Actor Nominerad – BAFTA Award for Best Actor in a Leading Role Nominerad – Chicago Film Critics Association Award for Best Actor Nominerad – Golden Globe Award för bästa manliga huvudroll - drama Nominerad – Independent Spirit Award for Best Lead Male Nominerad – London Film Critics Circle Award for Best Actor Nominerad – MTV Movie Award for Best Kiss Nominerad – Online Film Critics Society Award for Best Actor Nominerad – Satellite Award for Best Actor - Motion Picture Drama Nominerad – Screen Actors Guild Award for Outstanding Performance by a Cast in a Motion Picture Nominerad – Toronto Film Critics Association Award for Best Actor |
| 2008 | Witch Hunt                                           | Berättaren                | Dokumentär Exekutiv producent |
| 2010 | Fair Game                                            | Joseph C. Wilson          | |
| 2011 | The Tree of Life                                     | Adult Jack                | |
| 2011 | This Must Be the Place                               | Cheyenne                  | |
| 2013 | Gangster Squad                                       | Mickey Cohen              | |
| 2013 | The Secret Life of Walter Mitty                      | Sean O'Connell            | |
| 2015 | The Gunman                                           | Martin Terrier            | |
| 2016 | The Angry Birds Movie                                | Terence                   | Röstroll |
| 2016 | The Last Face                                        | -                         | Regissör |
| 2017 | Sound of Sun                                         | Man                       | Cameo i kortfilm |
| 2018 | The First                                            | Tom Haggerty              | TV-serie; 8 avsnitt |
| 2019 | The Professor and the Madman                         | Dr. William Chester Minor | |
| 2020 | Simma lugnt, Larry!                                  | Sean Penn                 | TV-serie; 1 avsnitt |
| 2021 | Flag Day                                             | John Vogel                | Även regissör |
| 2021 | Licorice Pizza                                       | Jack Holden               | |
| 2023 | Asphalt City                                         | Gene Rutkovsky            | Även producent |

### Romaner
- Bob Honey Who Just Do Stuff[8](2018)